# Giovanni Antonio de Rossi
Pour les articles homonymes, voir Rossi et Giovanni Rossi (homonymie).
Giovanni Antonio de Rossi (né le 8 janvier 1616 à Rome et mort le 9 octobre 1695  dans la même ville) est un architecte italien baroque qui a été actif principalement à Rome.

## Biographie
Contemporain de Carlo Rainaldi, Giovanni Antonio de Rossi l'assista pour la Cappella Lancellotti à Saint-Jean-de-Latran.

## Œuvres
- Église Santa Maria in Publicolis en 1643.
- Sacristie de la cathédrale de Tivoli (1655-1657).
- Palais Nuñez-Torlonia (1658-1660)
- Église Santa Maria della Concezione in Campo Marzio en 1682-1685.
- Église San Rocco all'Augusteo
- Chapelle ovale du Palazzo Monte di Pietà,
- Aménagement du Palais Altieri (1670-1676) près de l'église du Gesù,
- Projet du Palazzo D'Aste-Bonaparte, près du Palazzo Venezia.
- Palais Gambirasi

## Sources
- (en) Cet article est partiellement ou en totalité issu de l’article de Wikipédia en anglais intitulé « Giovan Antonio de' Rossi » (voir la liste des auteurs).